# Tristan Wilds
Tristan Wilds (Staten Island, Nova Iorque, 15 de Julho de 1989) é um ator estadunidense, mais conhecido por interpretar Dixon Wilson em 90210.

## Biografia

### Vida pessoal
Tristan nasceu em Staten Island, no ano de 1989, e começou a atuar aos sete anos, no entanto, apenas como amador, pelo menos até 2003. Terminou seus estudos do ensino médio no Colégio Michael J. Petrides, em sua cidade natal.

### Carreira
Wilds começou sua carreira na televisão na minissérie Miracle's Boys da rede de televisão The N interpretando A.J. Poucos depois, o ator participou de vários videoclipes como Teenage Love Affair de Alicia Keys, Ghetto Mindstate de Lil Flip, Roc Boys de Jay-Z, e Hello de Adele
Em 2006, o ator entrou para o elenco de The Wire da HBO, e deixou o seriado apenas em 2008, ao ser escalado para o elenco de 90210 no papel de Dixon Wilson, e ser chamado para os filmes The Secret Life of Bees e Indelible.

## Filmografia

### Televisão
- 2011 90210 como Dixon Wilson
- 2008 The Wire como Michael Lee
- 2008 Law & Order como Will Manning
- 2007 Cold Case como Skill
- 2005 Miracle's Boys como A.J.

### Cinema
- 2011 Indelible como Adrian
- 2010 Red Tails como Ray "Ray Gun" Gannon
- 2008 The Secret Life of Bees como Zachary Taylor
- 2006 Half Nelson como Jamal
- 2013   BloodCamp shaw
- 2015 Participou do clipe musical Hello da cantora britânica Adele